# Libermont
Libermont é uma comuna francesa na região administrativa de Altos da França, no departamento de Oise. Estende-se por uma área de 11,37 km². Em 2010 a comuna tinha 186 habitantes (densidade: 16,4 hab./km²).